# Hieronim Zienkowicz
Hieronim Zienkowicz herbu Siekierz – generał major wojsk litewskich, podstarości duceński.
W 1792 roku odznaczony Orderem Orła Białego, w 1782 roku został kawalerem Orderu Świętego Stanisława.